# Rapattitude
Albums de divers artistes
Rapattitude 2
(1992)
Rapattitude est une compilation de rap français parue le 28 mai 1990 sur Labelle Noir, un label de Virgin Records.

## Réalisation
La compilation est produite par Benny Malapa. Elle est enregistrée clandestinement à l'Ircam et mixée au studio Beaubourg.

## Contenu
La pochette est illustrée par Jean-Baptiste Mondino et représente le rappeur Solo. Le graffiti lui servant de logo est réalisé par Mode 2. La compilation contient les premières apparitions discographiques d'Assassin, Saliha et Suprême NTM.

## Sortie et réédition
Rapattitude est la première compilation de rap français. Elle sort sur le label Labelle Noir, qui est fondé à l'occasion.
Devenue culte, atteignant les 100 000 ventes et le disque d'or à sa sortie, elle a été rééditée en 2012 sous forme d'un triple CD, avec un livret signé d'Olivier Cachin.

## Promotion
Un concert réunissant tous les artistes de la compilation est organisé à Bobino lors de la Fête de la musique de 1990 afin de promouvoir la compilation. Une tournée Rapattitude a ensuite lieu en 1991.

## Liste des titres
1. Assassin - La formule secrète - 4:57
2. Tonton David - Peuples du monde - 3:38
3. Saliha - Enfants du ghetto - 3:00
4. Saï Saï - Rouleurs à l'heure - 3:35
5. Dee Nasty - Funk A Size - 5:11
6. A.L.A.R.M.E. - Paris Black Night - 5:34
7. Suprême NTM - Je rap - 3:47
8. Daddy Yod - Rock en zonzon - 3:20
9. E.J.M - Élément dangereux - 3:47
10. New Generation MC - Toutes les mêmes - 4:10

## Réception critique
En 2024, l'Abcdr du son estime que « seules quelques-unes des dix pistes ont survécu à l’épreuve du temps et vieilli correctement » et que « l’inexpérience des artistes est évidente et rend l’écoute du disque, plus de trente ans après sa sortie, assez fastidieuse dans l’ensemble ».

## Suite
Suivant le succès de la compilation, Benny Malapa produit une suite à cette compilation, Rapattitude 2, parue en 1992. Ce disque est un échec commercial.